# Altare di Veit Stoss
L'Altare di Veit Stoss (polacco: Ołtarz Wita Stwosza; tedesco: Krakauer Hochaltar), noto anche come Altare di Santa Maria (Ołtarz Mariacki), è il più grande altare gotico del mondo e un tesoro nazionale della Polonia ed è ubicato dietro l'altare maggiore della Basilica di Santa Maria di Cracovia. 
Il retablo fu pagato dai cittadini di Cracovia ed intagliato tra il 1477 e il 1489 dallo scultore tedesco Veit Stoss, che si trasferì nella città intorno a quel periodo e vi rimase per i successivi 20 anni. 
Nel 1941, durante l'occupazione tedesca, l'altare venne smantellato e spedito al Terzo Reich su ordine del governatore generale Hans Frank. Dopo esser stato nascosto nel sotterraneo del castello di Norimberga pesantemente bombardato, fu recuperato nel 1946 in Baviera e, dopo un importante lavoro di restauro in Polonia, fu rimesso al suo posto 10 anni dopo.

## Storia
Poche settimane prima dello scoppio della Seconda guerra mondiale e dell'occupazione tedesca della Polonia, i polacchi smontarono l'altare e depositarono le sue statue principali in casse sparse per tutto il paese. Le casse però furono localizzate da un'unità nazista chiamata Sonderkommando Paulsen, saccheggiate e trasportate nella Germania nazista, probabilmente a Berlino. Anche i pannelli furono trovati e mandati in Germania, per essere conservati nei sotterranei del castello di Norimberga, da dove i prigionieri polacchi inviarono messaggi ai membri della resistenza polacca che il venerabile altare si trovava là. Malgrado i pesanti bombardamenti di Norimberga che interessarono anche il castello, l'altare si salvò e fu restituito alla Polonia nel 1946, dove fu sottoposto a un profondo restauro per poi essere riportato nella Basilica di Santa Maria nel 1957.
L'altare fu restaurato varie volte nel corso della sua storia, la prima delle quali risale a prima del 1600, poi nel 1866-1870, quindi nel 1932-1933 e nel 1999. 
Nella chiesa di San Giovanni Canzio di Chicago, una storica chiesa nello stile delle cattedrali polacche (a Chicago è presente una numerosissima comunità polacca) è presente una copia dettagliata, realizzata in scala 1:3, commissionata nel 2003 come tributo agli immigranti galiziani che fondarono la parrocchia nel 1893.

## Descrizione
L'Altare di Veit Stoss è alto circa 13 m e largo 11 quando i pannelli del trittico sono completamente aperti. Le figure, scolpite in modo realistico, sono alte 2,7 m; ciascuna fu intagliata da un tronco d'albero di tiglio. Altre parti dell'altare sono fatte di legno di quercia e il fondale è costruito in legno di larice. Quando sono chiusi, i pannelli mostrano 12 scene della vita di Gesù e Maria.
La scena in fondo all'altare principale (centro) mostra la morte della madre di Gesù, Maria, alla presenza dei dodici Apostoli. La parte centrale superiore illustra l'Assunzione della Madonna. Proprio in cima, fuori dalla cornice principale, è mostrata l'incoronazione di Maria, affiancata dalle figure di San Stanislao e di Sant'Adalberto di Praga. I pannelli laterali mostrano le sei scene delle Gioie di Maria:
| Annunciazione        |  | Scena centrale, la morte di Maria, Madre di Gesù, alla presenza dei Dodici Apostoli |  | Resurrezione di Cristo      |
| Scena della natività |  | Scena centrale, la morte di Maria, Madre di Gesù, alla presenza dei Dodici Apostoli |  | Ascensione di Cristo        |
| I Re Magi            |  | Scena centrale, la morte di Maria, Madre di Gesù, alla presenza dei Dodici Apostoli |  | Discesa dello Spirito Santo |

## Galleria d'immagini

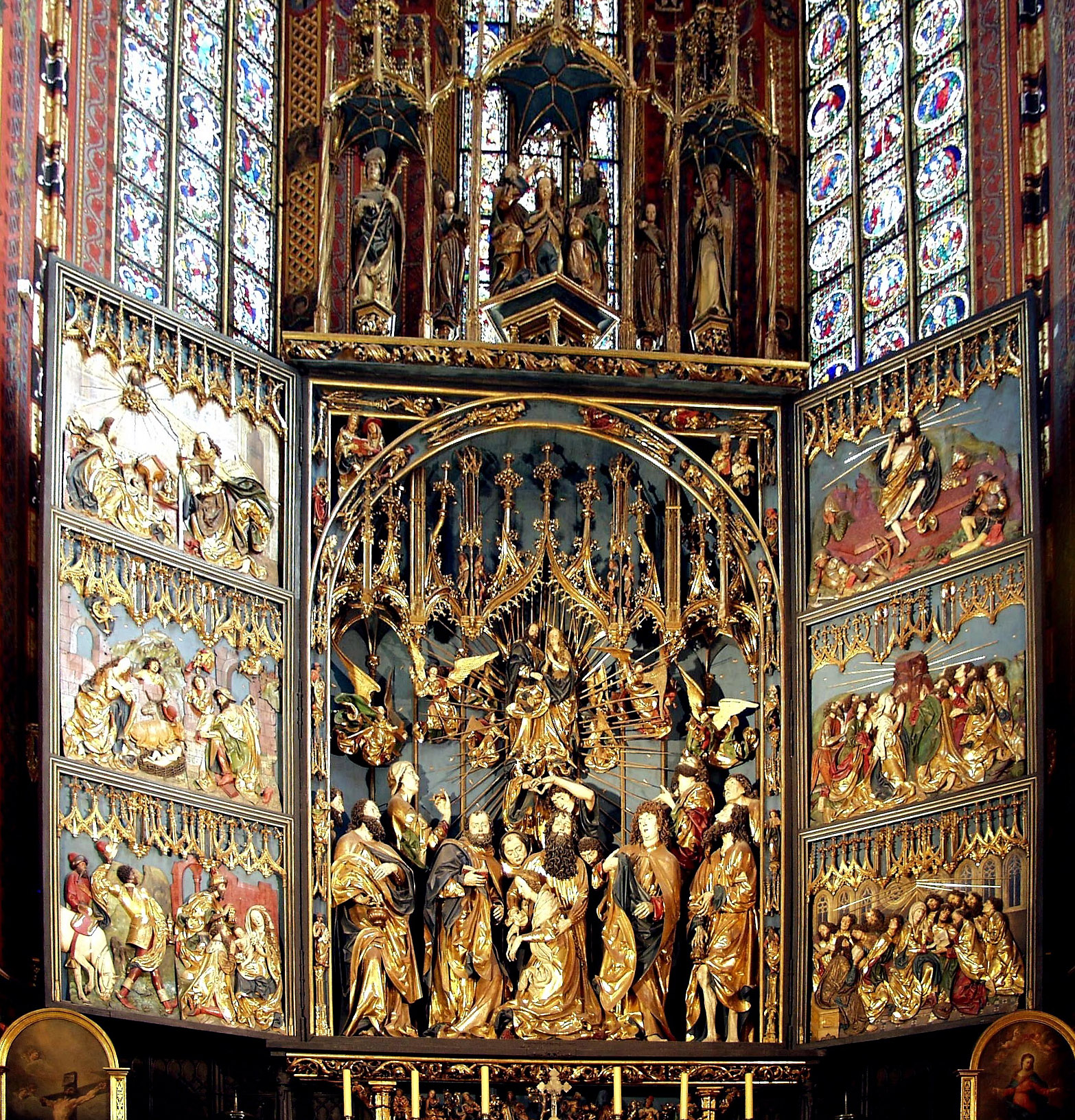
Panoramica
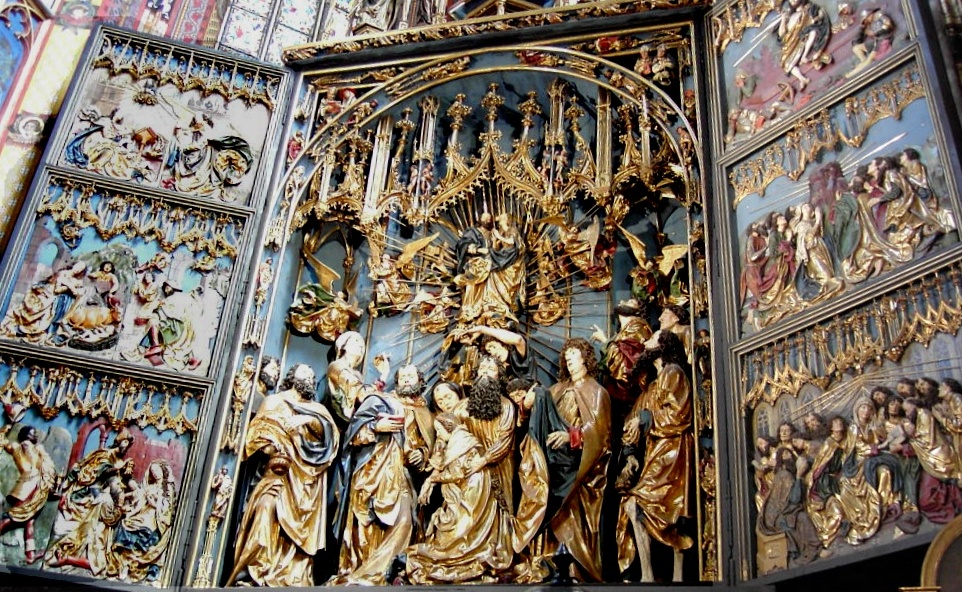
Centro dell'altare
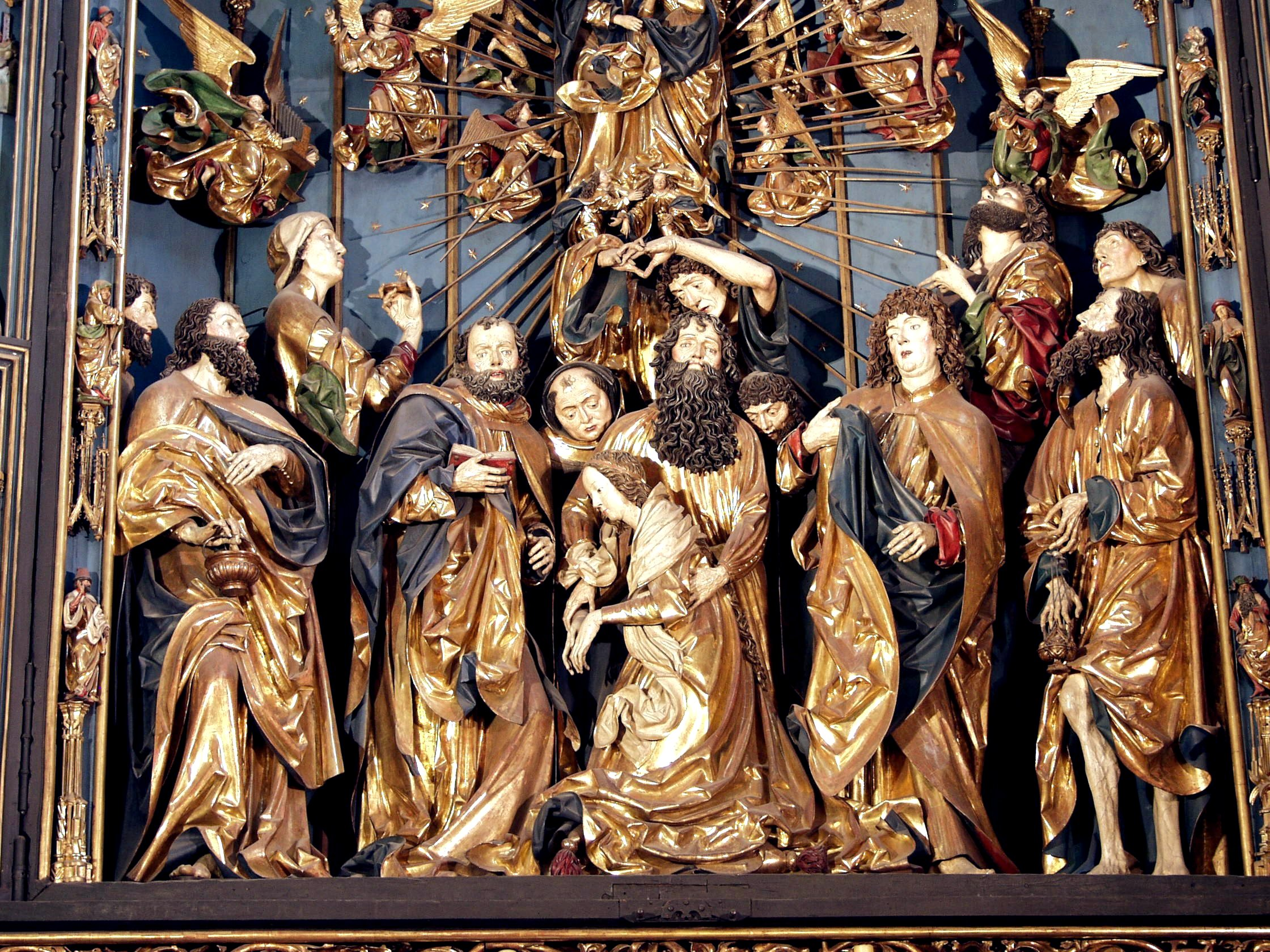
Dormizione di Maria
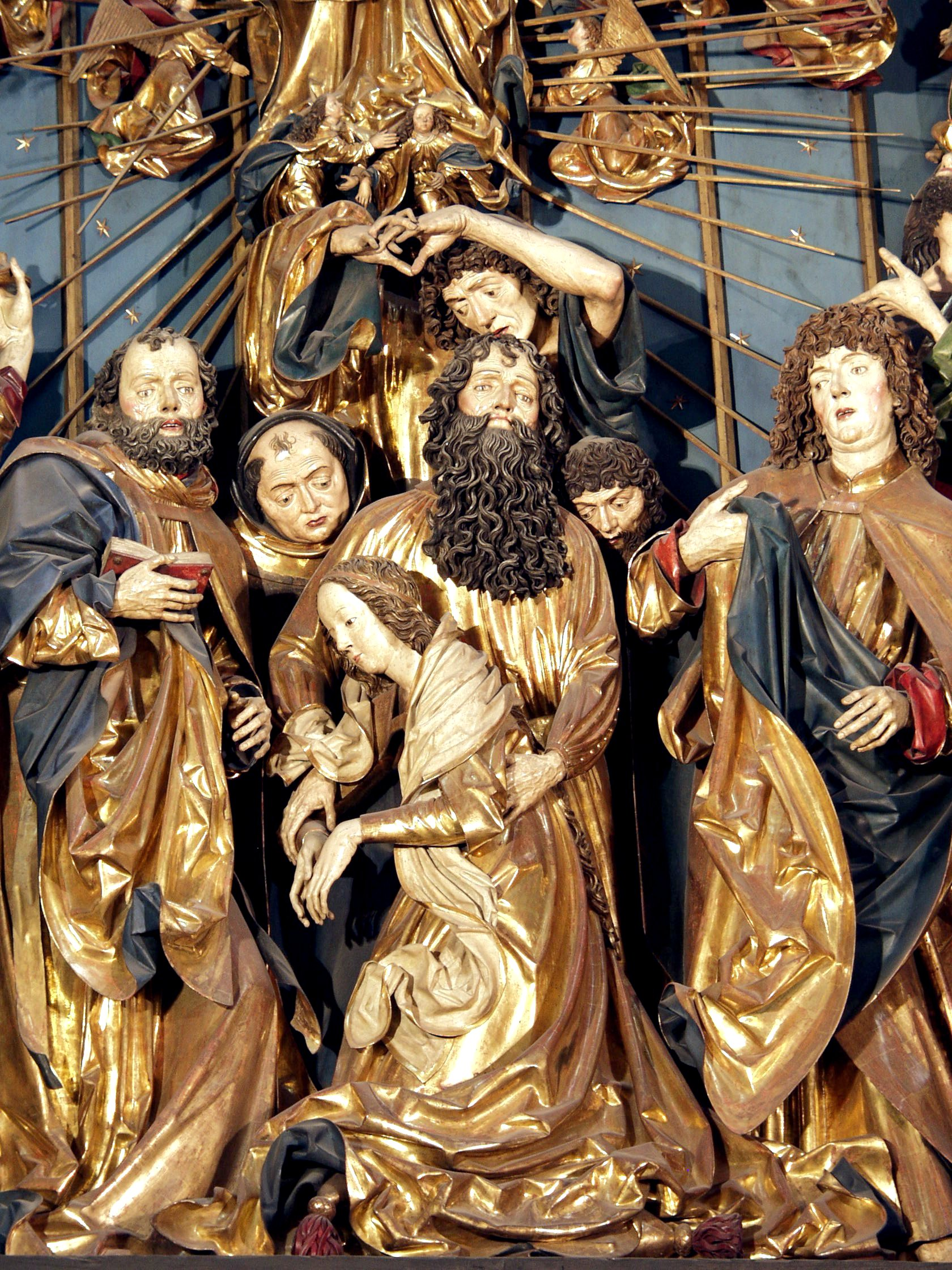
Dormizione di Maria, dettaglio
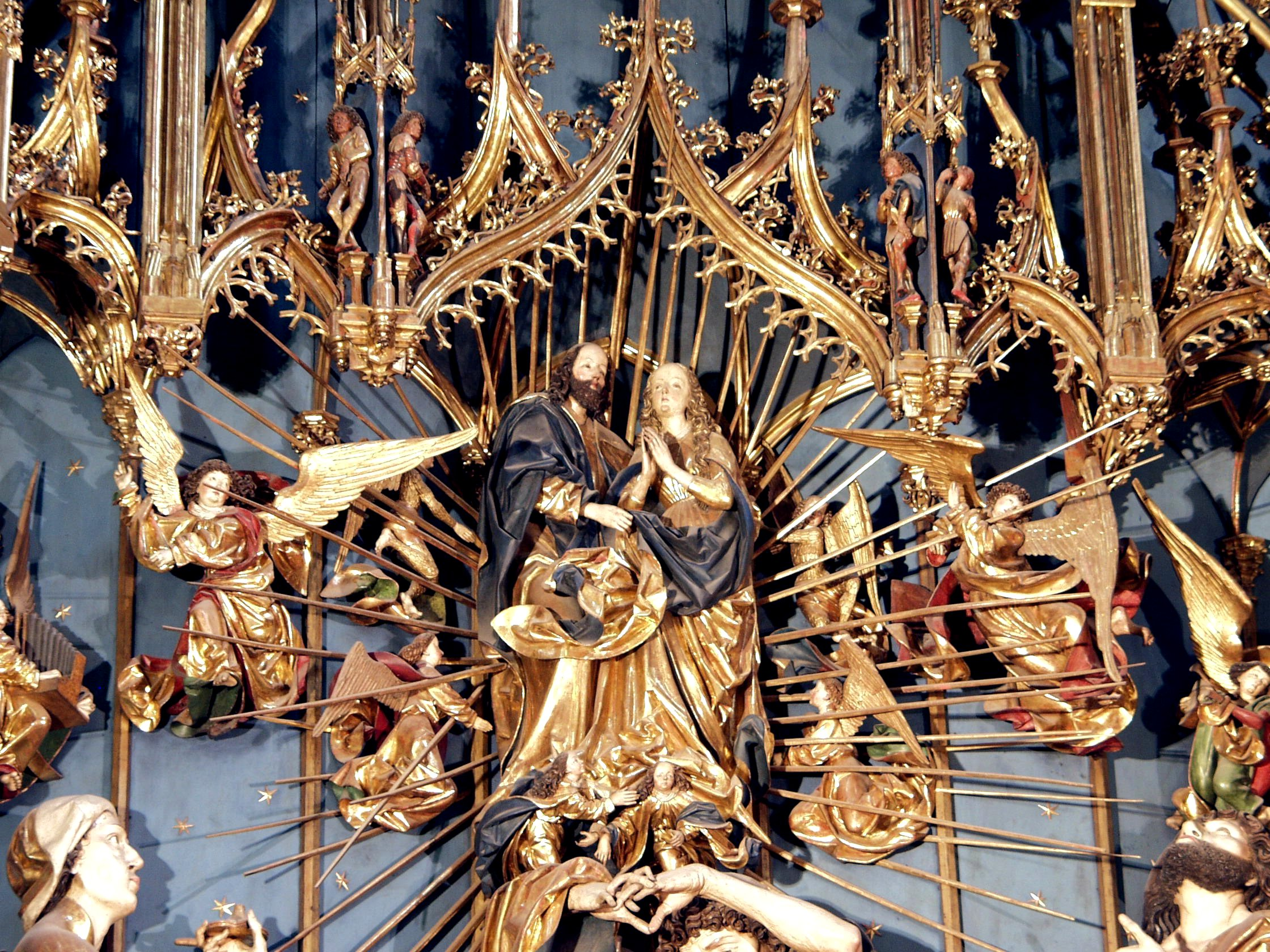
Assunzione di Maria
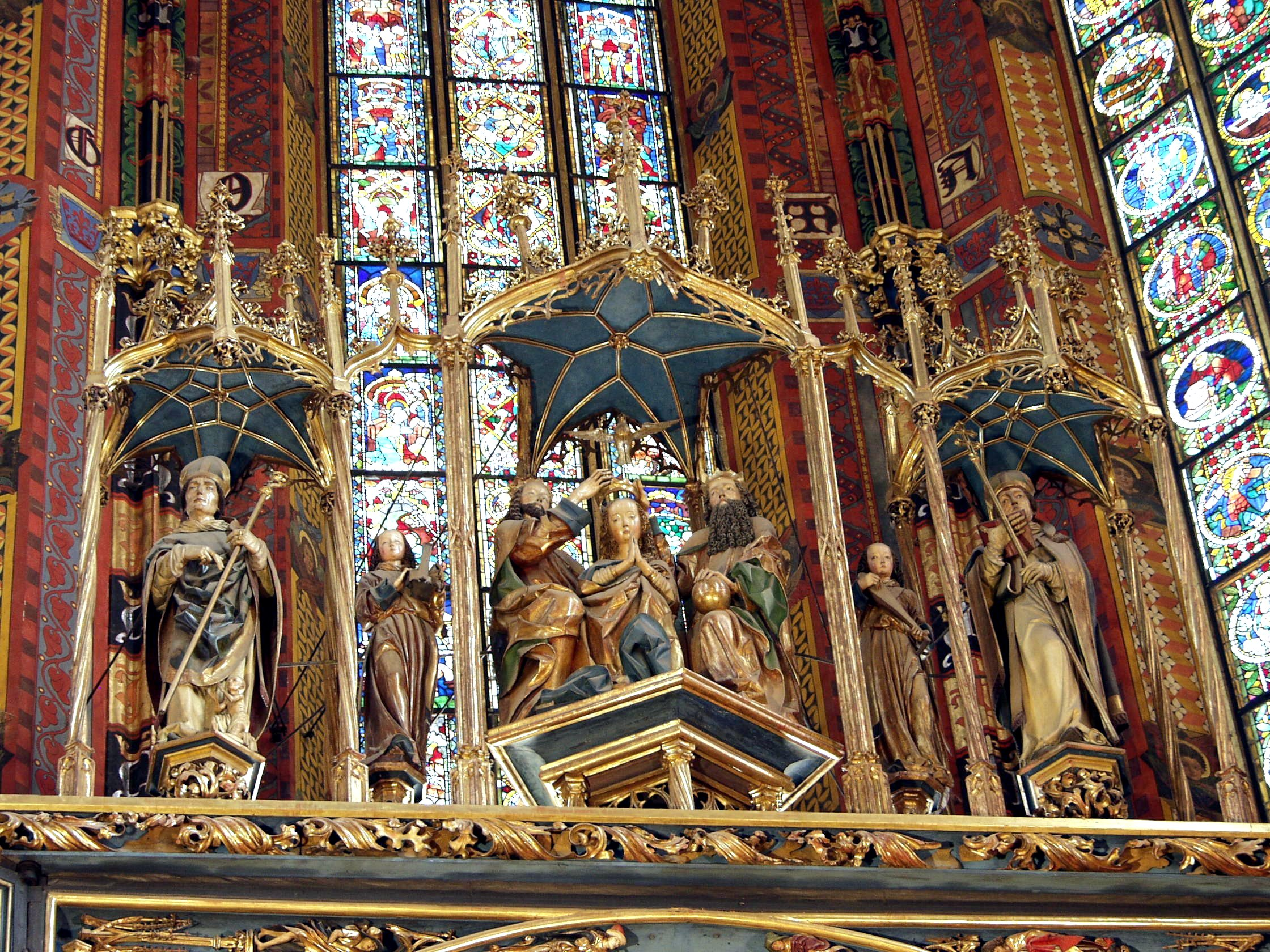
Incoronazione di Maria, con San Stanislao e Sant'Adalberto